# جوکار
جوکار شهری از توابع بخش جوکار شهرستان ملایر در استان همدان است. مردم این شهر از قوم لر و به زبان لری شمالی تکلم می‌کنند.این شهر مرکز بخش جوکار در شمال غربی شهرستان ملایر است. در سال ۱۳۷۹ با مصوبه هیئت دولت با ادغام دو روستای جوکار و عباس‌آباد تشکیل شد.
این شهر در سر مسیر ملایر و همدان قرار دارد و قرارگیری بر سر راه این محور از نکات پیشرفت این شهر بوده است.

## جمعیت
جمعیت شهر جوکار براساس سرشماری مرکز آمار ایران در سال ۱۳۹۰، جمعیت آن ۲٬۴۲۵ نفر (۶۴۴ خانوار) بوده است.

## موقعیت
فاصله این شهر تقریباً با شهر ملایر حدود ۲۳ کیلومتر است شهر جوکار با روستاهایی چون حسین‌آباد شاملو، کسب، ننج، همسایه است. فاصله این روستا با اثر تاریخی تپه نوشیجان که به زمان هخامنشیان بازمی‌گردد ۲ کیلومتر هست،

## بخش جوکار
بخش جوکار، از توابع فرمانداری ویژه شهرستان ملایر، متشکل از سه شهر جوکار و ازندریان و اسلام‌شهر آق‌گل سه دهستان جوکار، ترک غربی و المهدی و دارای ۴۲ روستا، بر اساس آخرین سرشماری انجام شده در سال ۱۳۹۰ دارای ۱۱۷۴۹ نفر جمعیت شهری و ۲۷۹۱۲ نفر جمعیت روستایی در نیمه شمالی شهرستان ملایر واقع شده است.